# Gynoplistia distinctissima
Gynoplistia distinctissima là một loài ruồi trong họ Limoniidae. Chúng phân bố ở miền Australasia.